# Anost
Anost là một xã ở tỉnh Saône-et-Loire trong vùng Bourgogne-Franche-Comté miền trung Pháp. Diện tích xã này là 51,91 km2. Theo điều tra dân số năm 1999, xã này có dân số 679.
Con số ước tính năm 2004 là 672.